# Al-Bakri (cráter)
Al-Bakri (árabe:البكري) es un pequeño cráter de impacto lunar, localizado en el borde noroeste del Mare Tranquillitatis. Está justo al sur del brazo este de los Montes Haemus, que limitan con el Mare Serenitatis hacia el norte. Hacia el este-noreste se encuentra el prominente cráter Plinius.
Hacia el sur del cráter se encuentra el sistema de grietas denominado Rimae Maclear.

## Referencias

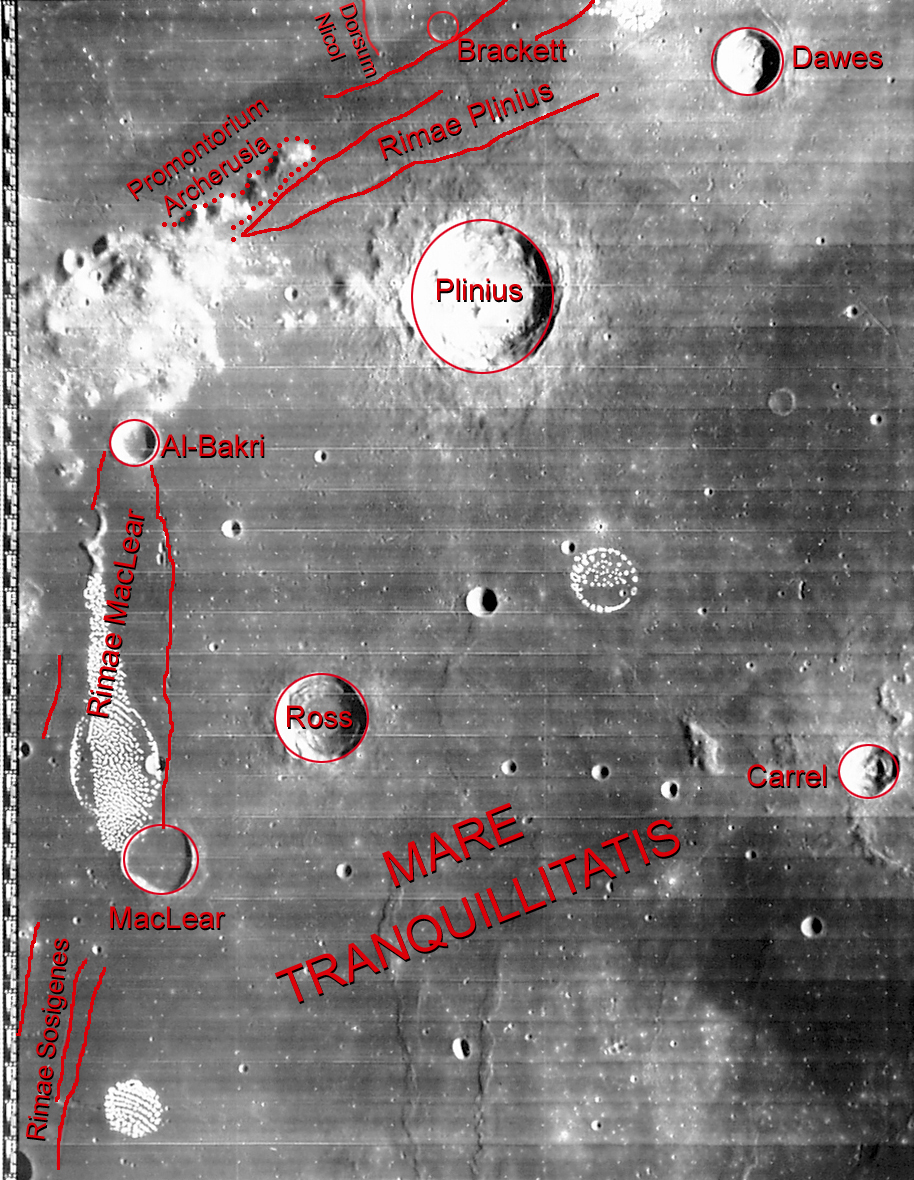
Fotografía de la misión Lunar Orbiter 4

## Denominación
Al-Bakri era designado previamente Tacquet A, antes de que la Unión Astronómica Internacional lo renombrara. El  cráter Tacquet se encuentra hacia el noroeste, en el Mare Serenitatis.